# 6頂点模型
統計力学において6頂点モデル（英: Six-vertex model）または氷型モデル（英: Ice-type model）は、水素結合を持つ結晶格子の頂点モデルのファミリーである。 最初のモデルは、氷の残留エントロピーを説明するために 1935 年にライナス・ポーリングによって導入された 。 特定の強誘電体  および反強誘電体  結晶にとって、異なるモデルも提案されている。
1967 年、エリオット・リーブは、「正方形の氷」として知られる 2 次元の氷モデルの厳密解を発見した。 3 次元における厳密解は、特別な「凍結」状態についてのみ知られている。

## 参考資料
1. ↑  
Pauling, L. (1935). “The Structure and Entropy of Ice and of Other Crystals with Some Randomness of Atomic Arrangement”. Journal of the American Chemical Society 57 (12):  2680–2684. doi:10.1021/ja01315a102.
2. ↑  
Slater, J. C. (1941). “Theory of the Transition in KH2PO4”. Journal of Chemical Physics 9 (1):  16–33. Bibcode: 1941JChPh...9...16S. doi:10.1063/1.1750821.
3. ↑  
Rys, F. (1963). “Über ein zweidimensionales klassisches Konfigurationsmodell”. Helvetica Physica Acta 36:  537.